# Osmonville
Osmonville est une ancienne commune de la Seine-Maritime.

## Historique
En 1823, Osmonville a fusionné avec La Prée et Saint-Martin-le-Blanc pour former Saint-Martin-Osmonville.